# 小行星204842
小行星204842（204842 Fengchia），臨時編號2007 RN19，是一顆位於小行星帶的小行星。由鹿林天文台於2007年9月5日發現。
該小行星以台灣台中市的逢甲大學命名，逢甲大學是以卓越的教育水平和突破性研究為特色的大學。。